# Žepče
Žepče es una municipalidad y localidad de Bosnia y Herzegovina. Se encuentra en el cantón de Zenica-Doboj, dentro del territorio de la Federación de Bosnia y Herzegovina. La capital de la municipalidad de Žepče es la localidad homónima.

## Localidades
La municipalidad de Žepče se encuentra subdividida en las siguientes localidades:
- Begov Han.
- Bistrica.
- Bljuva.
- Goliješnica.
- Golubinja.
- Gornja Golubinja.
- Lupoglav.
- Ljeskovica.
- Ljubna.
- Mračaj.
- Orahovica.
- Ozimica.
- Papratnica.
- Ravne Donje.
- Ravne Gornje.
- Selište.
- Tatarbudžak.
- Varošište.
- Vašarište.
- Vitlaci.
- Želeće.
- Željezno Polje.
- Žepče.

## Demografía
En el año 2009 la población de la municipalidad de Žepče era de 31 067 habitantes. La superficie del municipio es de 210 kilómetros cuadrados, con lo que la densidad de población era de 148 habitantes por kilómetro cuadrado.

## Galería

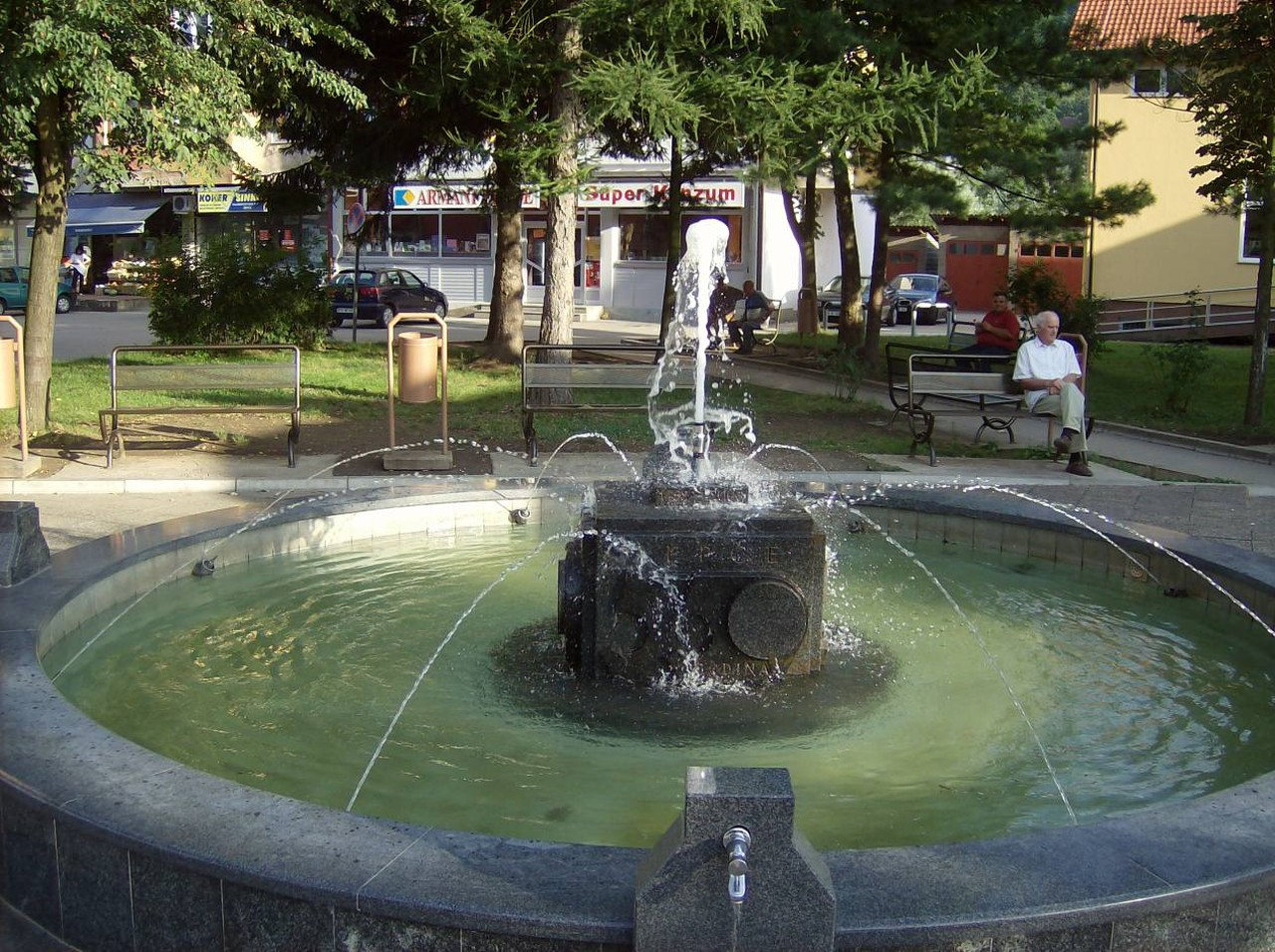
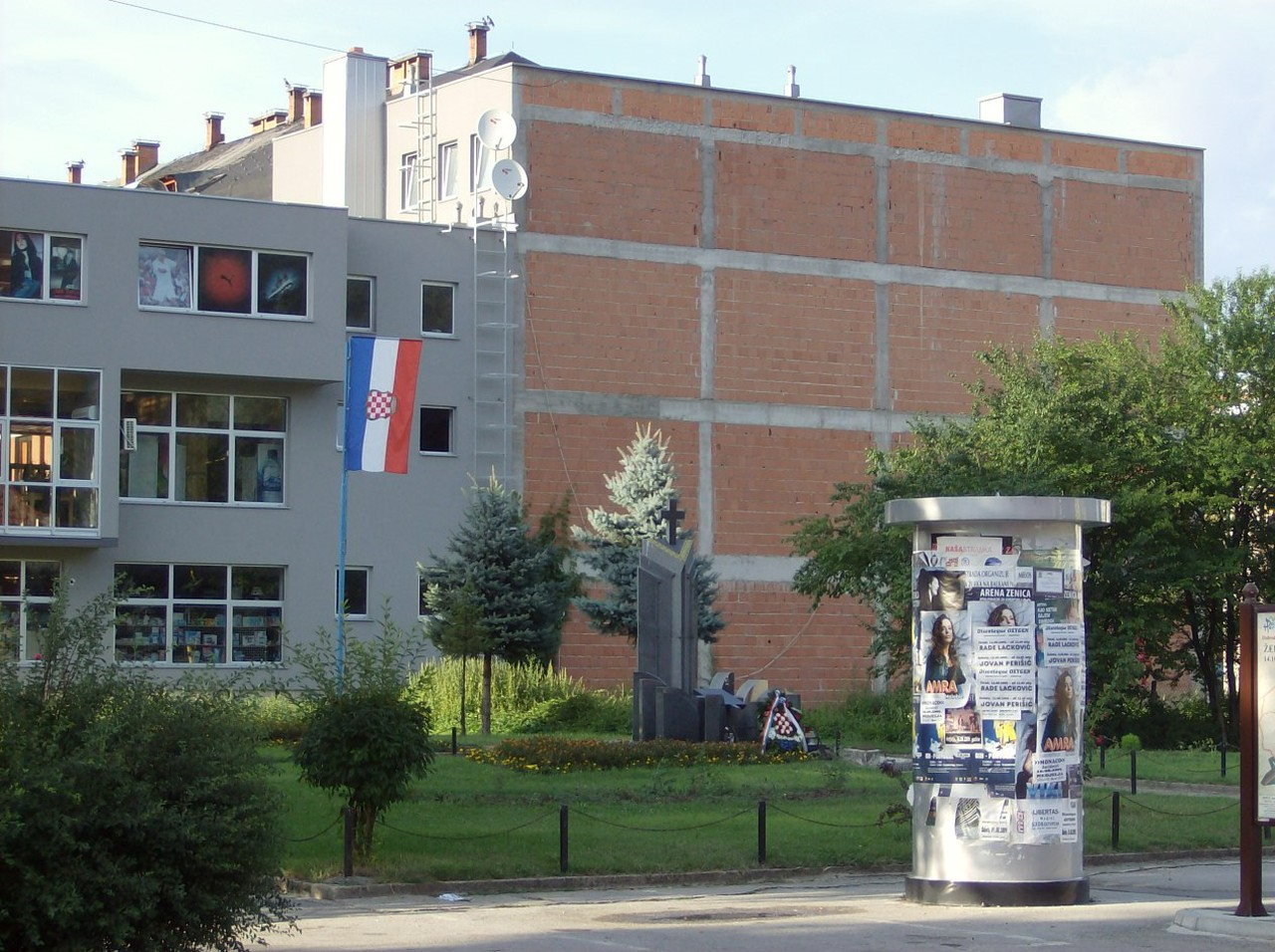
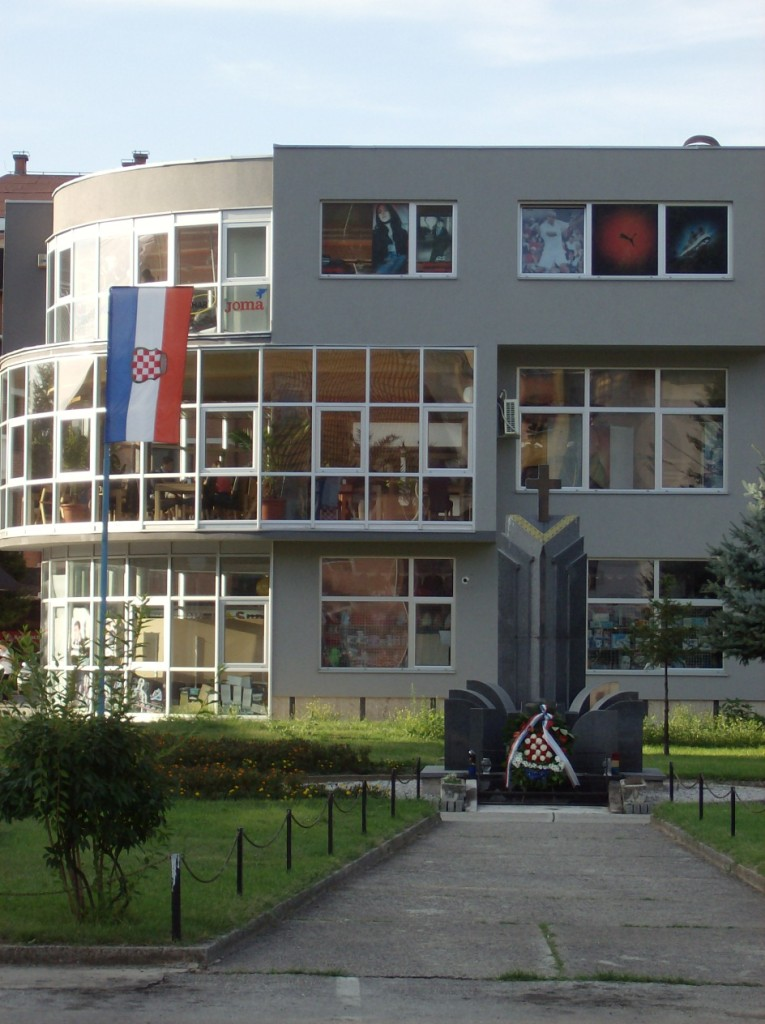
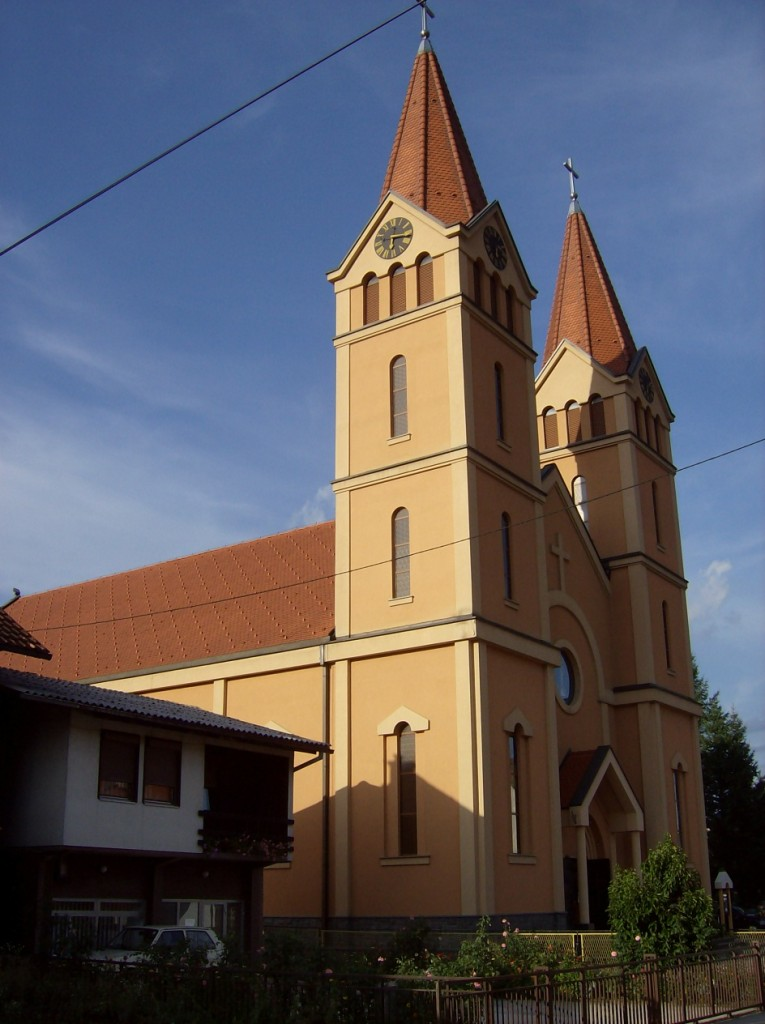
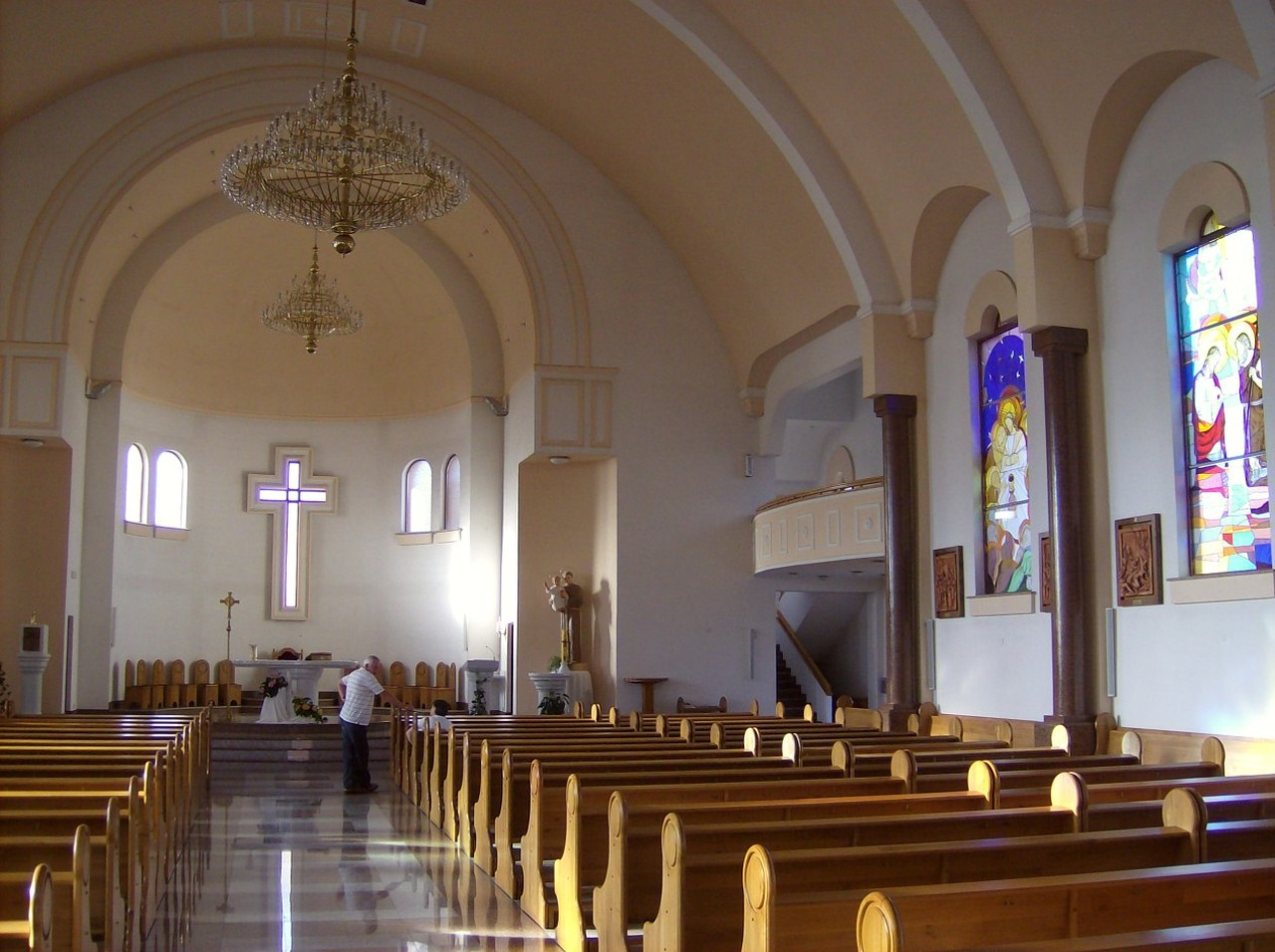
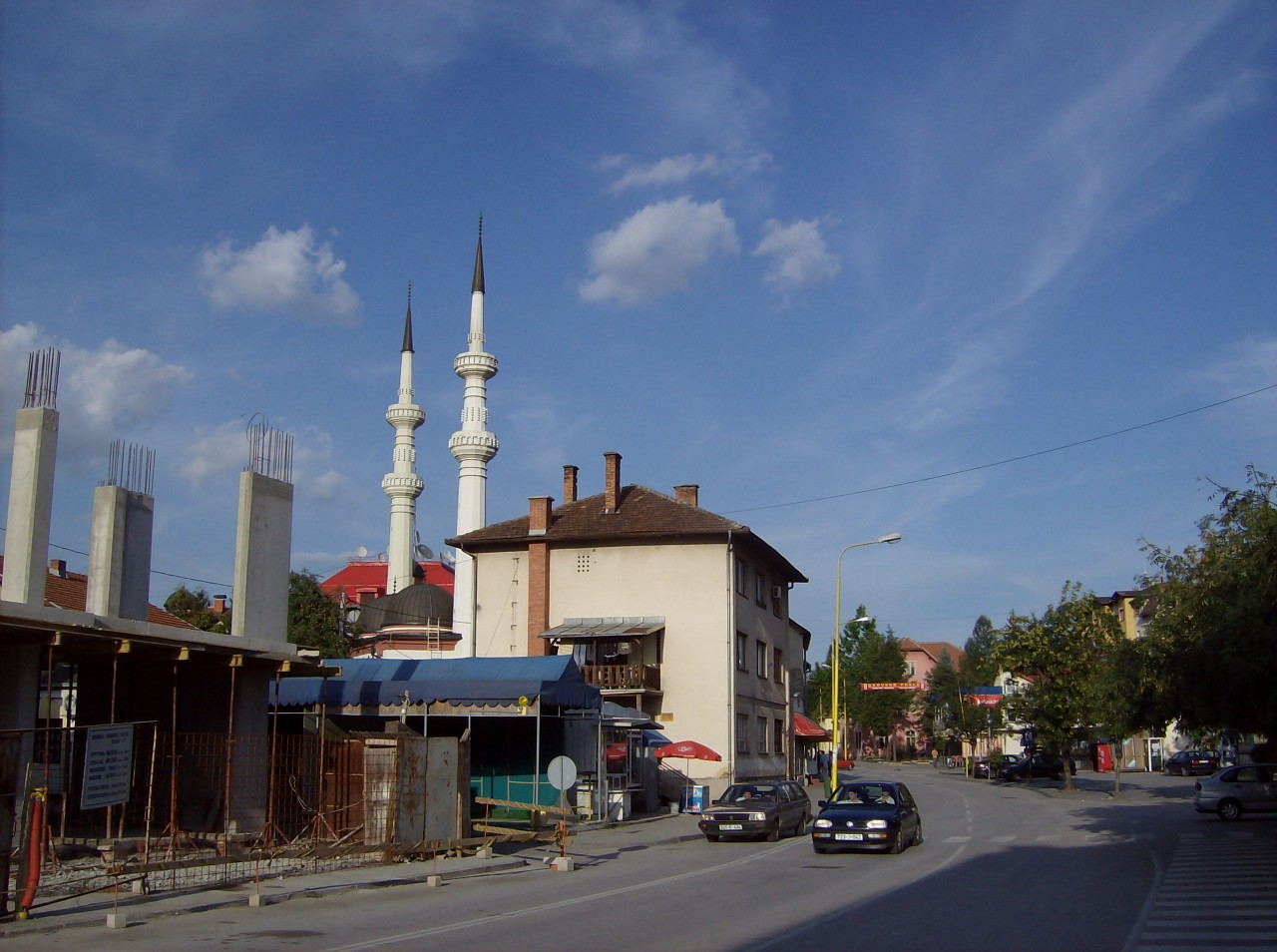